# Intérieur hollandais III
Intérieur hollandais III est un tableau réalisé par le peintre espagnol Joan Miró en 1928. Cette huile sur toile représente une femme et est basée sur la Jeune femme à sa toilette de Jan Steen. Partie de la série des Intérieurs hollandais, laquelle est dispersée, elle est conservée au Metropolitan Museum of Art, à New York.

## Expositions
- Miró : La couleur de mes rêves, Grand Palais, Paris, 2018-2019 — n°40.